# Liubangosaurus
Liubangosaurus – rodzaj zauropoda z kladu Eusauropoda żyjącego we wczesnej kredzie na terenach dzisiejszej Azji. Gatunkiem typowym jest L. hei, którego holotypem jest pięć prawie kompletnych kręgów grzbietowych (prawdopodobnie kręgi od piątego do dziewiątego), odkrytych w osadach formacji Napai w chińskim regionie autonomicznym Kuangsi. Długość trzonu zachowanych kręgów wynosi od 290 do 315 mm; całkowita wysokość kręgów mierzona od czubka wyrostka kolczystego wynosi 620–660 mm, zaś mierzona od czubka wyrostka poprzecznego górnego (diapophysis) – 620–710 mm. Od innych zauropodów L. hei odróżnia współwystępowanie m.in. przedniego wyrostka stawowego kręgów (prezygapophysis) stykającego się z wyrostkiem poprzecznym dolnym (parapophysis), przy braku blaszek kostnych łączących przedni wyrostek stawowy z górnym (prezygodiapophyseal lamina) i dolnym (prezygoparapophyseal lamina) wyrostkiem poprzecznym; zagłębienia na górnej części wyrostka poprzecznego górnego; bardzo niskiego wyrostka kolczystego, którego koniec dalszy jest na równi z końcem dalszym wyrostka poprzecznego górnego; bocznie rozszerzonego końca dalszego wyrostka kolczystego i dużych, wysoko położonych wyrostków poprzecznych bocznych w kształcie kropli. Oprócz L. hei z formacji Napai znany jest też m.in. zauropod Fusuisaurus oraz nienazwany teropod z rodziny Spinosauridae. Porównanie rozmiarów kręgów sugeruje, że Liubangosaurus był mniejszy od fusuizaura, który prawdopodobnie miał ponad 20 m długości; u Fusuisaurus średnica trzonów przednich kręgów ogonowych przekraczała 40 cm, zaś u Liubangosaurus średnica trzonów kręgów grzbietowych wynosiła ok. 25 cm.
Według przeprowadzonej przez autorów jego opisu analizy kladystycznej (w oparciu o macierz danych z analizy Taylora z 2009 r.) Liubangosaurus jest przedstawicielem kladu Eusauropoda prawdopodobnie blisko spokrewnionym z grupą Neosauropoda. Na drzewie ścisłej zgodności wygenerowanym na podstawie 144 najbardziej oszczędnych drzew Liubangosaurus jest w nierozwikłanej politomii z kladami Diplodocoidea i Macronaria oraz rodzajami Barapasaurus, Omeisaurus, Patagosaurus, Mamenchisaurus, Haplocanthosaurus, Jobaria i Losillasaurus. Na drzewie zgodności wygenerowanym metodą 50% majority rule consensus Liubangosaurus jest taksonem siostrzanym do rodzaju Haplocanthosaurus; klad obejmujący te dwa rodzaje jest w politomii z grupami Diplodocoidea i Macronaria oraz z rodzajem Jobaria. Liubangosaurus może więc być jednym z nielicznych zauropodów żyjących w kredzie na terenach dzisiejszych Chin, które nie należały do kladu Titanosauriformes. Autorzy zaznaczają jednak, że ze względu na niekompletność materiału kopalnego L. hei jego pozycja filogenetyczna jest niepewna, a kręgi tego zauropoda mają też niektóre cechy budowy (jak niski wyrostek kolczysty na kręgach grzbietowych czy grzbietowo–bocznie skierowany wyrostek poprzeczny górny) wspólne z kręgami niektórych bazalnych przedstawicieli Titanosauriformes.